# Clément Novalak
Clément Novalak (Avignon, 23 december 2000) is een Frans-Zwitsers autocoureur die met een Britse racelicentie rijdt. In 2019 werd hij kampioen in het BRDC Britse Formule 3-kampioenschap.

## Carrière
Novalak begon zijn autosportcarrière in het karting op tienjarige leeftijd, waarin hij tot 2017 actief bleef. In 2018 debuteerde hij in het formuleracing in de Toyota Racing Series bij het team Giles Motorsport. Hij won twee races op het Teretonga Park en het Hampton Downs Motorsport Park en werd met 711 punten de beste rookie in het kampioenschap op de vijfde plaats. Aansluitend nam hij deel aan de Eurocup Formule Renault 2.0 voor Josef Kaufmann Racing, maar hierin was hij niet succesvol, met slechts een elfde plaats op de Hockenheimring als beste klassering. Hij eindigde puntloos op de 23e plaats in het kampioenschap. Tevens reed hij in vier van de acht raceweekenden van het BRDC Britse Formule 3-kampioenschap voor Carlin en behaalde in de eerste race op Oulton Park direct de pole position. Met drie vierde plaatsen als beste klasseringen werd hij achttiende in het kampioenschap met 120 punten, slechts twee punten achter de laatste coureur die alle races reed.
In 2019 reed Novalak fulltime in de Britse Formule 3 voor Carlin. Hij behaalde twee zeges op Oulton Park en Silverstone en behaalde zes andere podiumplaatsen. Alhoewel zowel Johnathan Hoggard als Ayrton Simmons meer overwinningen behaalde, wist Novalak door meer constante resultaten en minder uitvalbeurten kampioen te worden in de klasse met 505 punten.
In 2020 maakte Novalak de overstap naar het FIA Formule 3-kampioenschap, waarin hij zijn samenwerking met Carlin voortzette. Hij behaalde twee podiumplaatsen op de Red Bull Ring en Silverstone, waardoor hij met 45 punten twaalfde werd in het eindklassement.
In 2021 bleef Novalak actief in de FIA Formule 3, maar stapte hij over naar het team van Trident. Hoewel hij geen overwinningen boekte, presteerde hij zeer constant door vier podiumplaatsen te behalen op het Circuit de Barcelona-Catalunya, het Circuit Zandvoort (tweemaal) en het Sochi Autodrom. In de rest van het seizoen eindigde hij slechts viermaal buiten de punten. Hierdoor eindigde hij achter Dennis Hauger en Jack Doohan als derde in het klassement met 147 punten. Aan het eind van het seizoen maakte hij zijn debuut in de Formule 2 bij MP Motorsport tijdens de laatste twee raceweekenden op het Jeddah Street Circuit en het Yas Marina Circuit als vervanger van Lirim Zendeli.
In 2022 maakte Novalak zijn debuut als fulltime coureur in de Formule 2 bij MP Motorsport. Hij behaalde een podiumplaats op Zandvoort en werd zodoende met 40 punten veertiende in de eindstand.
In 2023 keerde Novalak terug bij Trident in de Formule 2. Hij kende een moeilijk seizoen, maar in de hoofdrace op Zandvoort wist hij een verrassende zege te boeken. Hiernaast was een zevende plaats op het Baku City Circuit zijn enige puntenfinish van het seizoen. Met 28 punten werd hij zeventiende in het kampioenschap.
In 2024 verlaat Novalak het formuleracing en stapt hij over naar de enduranceracerij, waarin hij in de LMP2-klasse van de European Le Mans Series voor Inter Europol Competition uitkomt.